# Авколево
Авколево (фін. Ahokylä)  — село в Гатчинському районі Ленінградської області. Входить до складу Єлізаветинського сільського поселення. 
Розташоване на захід від Єлизаветинського кар'єра. 
Населення  — 4 особи (2007 р.). 

## Вулиці
Дачна, Лісова.

## Населення
| 2007 | 2010 | 2017 |
| ---- | ---- | ---- |
| 4    | ↗31  | ↘8   |